# Rassemblement des « Deux et plus »
Le rassemblement des « Deux et plus » (ou fête des jumeaux) est une manifestation célébrant les jumeaux qui se déroule tous les 15 août à Pleucadeuc, dans le Morbihan.

## Historique
La première édition naît en 1994 de l'annulation de la fête aérienne organisée depuis 1981 et de l'inspiration d'Alain Launay, lui-même père de jumelles. Celle-ci lui est venu du constat que les jumeaux, de manière générale, partagent un attrait réciproque pour d'autres jumeaux et apprécient de partager des moments ensemble. La première édition est ainsi organisée en 4 mois, le 15 août 1994, par sa famille, via le bouche à oreille.
De manifestation familiale, elle s'est progressivement organisée et constituée en association loi 1901, l'association des Deux et Plus de Pleucadeuc (ADDP). Cette association fédère une vingtaine de membres pour plus de 400 bénévoles tous les ans.
La manifestation est devenue si populaire que la commune est aujourd'hui surnommée le « village des jumeaux ».
Le rassemblement est annulé trois années de suite, entre 2020 et 2022, notamment en raison de la pandémie de Covid-19.

## Animations
En 2018, la manifestation a compris :
- messe à l'église paroissiale, suivie d'une aubade ;
- défilé ;
- grand repas ;
- animations musicales l'après-midi : bagad de Lann-Bihoué, cercle celtique du Croisty, duo Les Jumeaux ;
- lâcher de ballons et photographie des participants ;
- repas Rost er Forn ;
- soirée dansante animé par Les Myriades.

## Fréquentation
| 1994 | 1995 | 2000   | 2013   | 2015   | 2018   |
| ---- | ---- | ------ | ------ | ------ | ------ |
| 300, | 300  | 10 000 | 11 000 | 10 000 | 10 000 |

### Liens connexes
- Pleucadeuc
- Jumeau
- 15 août